# Judíos en América Latina y el Caribe

La estrella de David, símbolo del pueblo y la fe judía

La presencia de los judíos en América Latina y el Caribe se inició desde la conquista de las potencias marítimas de España y Portugal en el siglo XV hasta las oleadas migratorias hacia América Latina en el siglo XX, principalmente.

## Historia
La historia de los judíos en América existe desde Cristóbal Colón y su primer viaje transatlántico que tuvo lugar el 3 de agosto de 1492, cuando salió de España y finalmente arribó al Nuevo Mundo. La fecha de su partida correspondió con el día en que los Reyes Católicos Isabel de Castilla y Fernando I de Aragón mandaron que los judíos de España se convirtieran al catolicismo, o que salieran del país, o que fueran condenados a la muerte por la desobediencia a la monarquía.
Había al menos seis judíos (o judíos crípticos, marranos, o sinceramente convertidos al catolicismo) que viajaron con Colón en su primer viaje: Rodrigo de Triana; Maestre Bernal, quien trabajó de médico para la expedición; Alonso Calle, tesorero en este primer viaje de Colón al Nuevo Mundo; y Luis de Torres, el intérprete que hablaba hebreo y árabe, que se creían lenguas útiles en el Oriente, su destino original.
Algunos participaron en la conquista del "Nuevo Mundo", y Bernal Díaz del Castillo describe varias ejecuciones de soldados en las fuerzas dirigidas por Hernán Cortés durante la conquista de México a causa del hecho de que eran judíos.
En los siguientes años, judíos o criptojudíos se establecieron en Nueva España y en las colonias neerlandesas del Brasil y del Caribe, donde se creían fuera del alcance de la Inquisición. 
No obstante, varias comunidades judías en el Caribe, América Central y Sudamérica prosperaron, especialmente en las regiones bajo dominio holandés e idioma inglés. Para el fin del siglo XVI se habían organizado comunidades judías en Brasil, Surinam, Curazao, Jamaica y Barbados. Adicionalmente, había comunidades menos organizadas en los territorios españoles y portugueses donde, en aquel entonces, existía la Inquisición, como Cuba y México. En general estos judíos ocultaban su identidad religiosa de las autoridades.
Para mediados del siglo XVII las mayores comunidades de judíos del hemisferio occidental estaban ubicadas en Surinam y Brasil.
Hoy en día, el conjunto de comunidades judías de América Latina está compuesto por menos de 300.000 de individuos, siendo Argentina y Brasil los países con las comunidades más numerosas. Hay varias organizaciones que operan entre las comunidades en la región, y la Jewish Culture Fund for Latin America está entre las más visibles de todas.

### Argentina

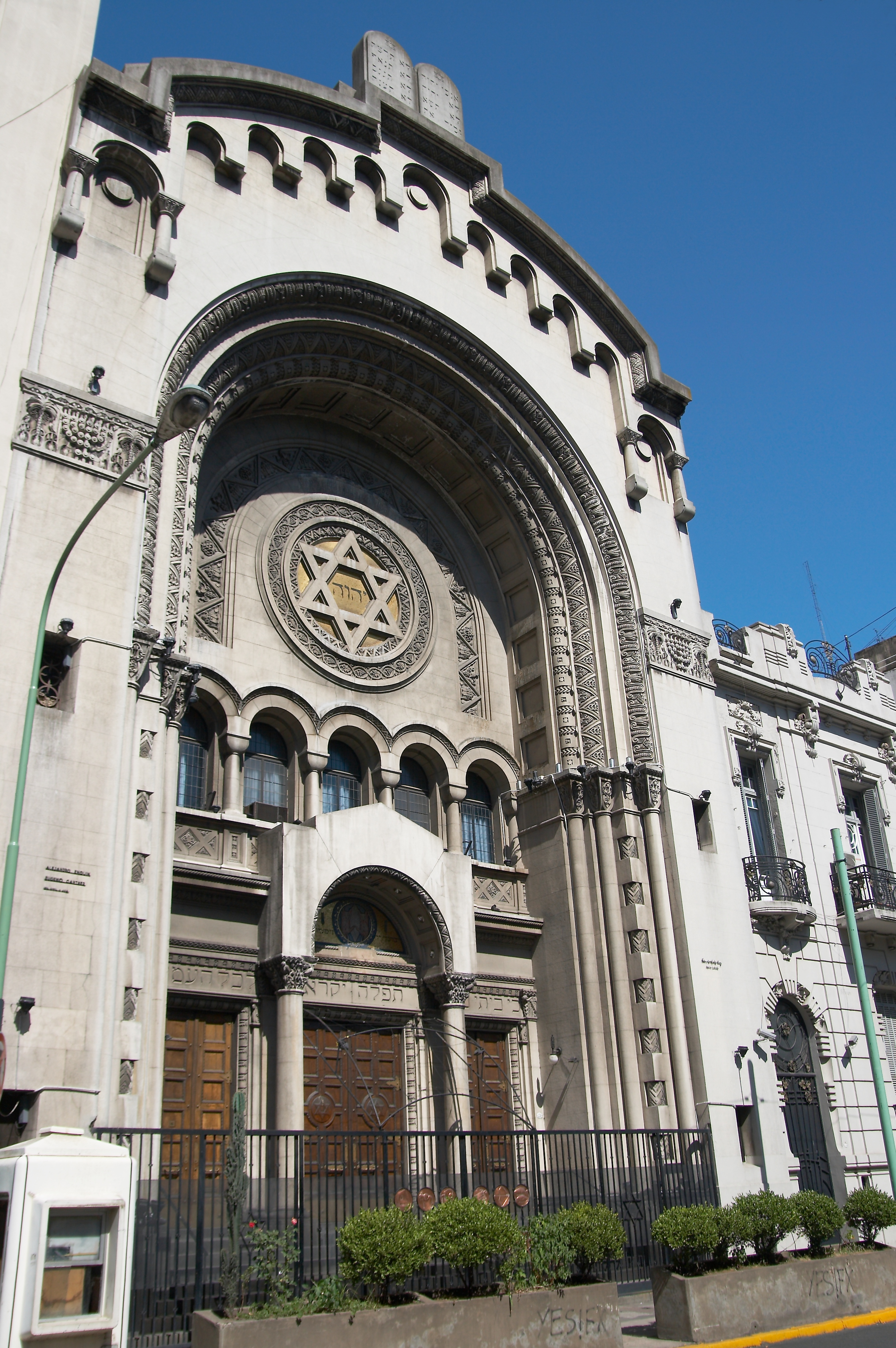
Sinagoga de la Congregación Israelita Argentina en Buenos Aires

Los judíos que huyeron de la Inquisición se establecieron en Argentina, pero se asimilaron a la sociedad argentina “no judía”. Comerciantes portugueses y contrabandistas en el virreinato del Río de la Plata fueron considerados por muchos como criptojudíos, pero no emergió ninguna comunidad después de la independencia de la República Argentina. Después de 1810 (y hasta a mediados del siglo XIX), judíos, especialmente de Francia, comenzaron a establecerse en Argentina. Para el fin del siglo, al igual que en Estados Unidos, muchos llegaron de la Europa oriental (principalmente de Rusia, Ucrania y Polonia) huyendo de la persecución zarista. Al llegar fueron llamados “rusos” en referencia a su región de origen.
Argentina es hogar de aproximadamente 230.000 judíos, de los cuales la gran mayoría reside en las ciudades de Buenos Aires, Rosario, Córdoba, Mendoza, La Plata y San Miguel de Tucumán; y se considera la tercera comunidad judía más grande del continente americano después de las de los Estados Unidos y Canadá, y la séptima más grande del mundo.
Legalmente la comunidad judeoargentina recibe siete días feriados por año, siendo los primeros dos días de Rosh Hashaná, un día por Yom Kipur, y los primeros y últimos dos días de Pésaj según la ley 26.089.

### Bolivia
La presencia judía en Bolivia data de la conquista española en el inicio del periodo virreinal. Durante el siglo XVI, uno de los principales destinos para judíos sefarditas conversos en América fue la ciudad de Santa Cruz de la Sierra, en la actual Bolivia. En 1557 varios judíos conversos del Paraguay y Buenos Aires partieron junto con el conquistador Ñuflo de Chávez y estuvieron entre los pioneros que habían fundado Santa Cruz de la Sierra.
Entraron por el mar, con el auge minero del siglo XVI, algunos marranos se afincaron en Potosí, pero pronto lograron éxito económico en la minería y el comercio y fueron presa de la persecución por parte de la recientemente creada Inquisición y las autoridades locales en Potosí y la vecina La Paz, quienes los acusaban de ser judeizantes. Por este motivo, la mayoría de estas familias de origen judío converso también se mudaron a Santa Cruz, ya que esta población era el asentamiento más remoto e aislado, y porque la Inquisición no acosó a los conversos de Santa Cruz, Estos sefarditas se establecieron en la ciudad de Santa Cruz y sus pueblos aledaños de Vallegrande, Postrervalle, Portachuelo, Terevinto, Pucará, Cotoca y otros que fueron poblados por familias de esta ciudad (Santa Cruz durante la colonia y al principio del periodo republicano incluía los actuales departamentos de Beni, Pando y las regiones chaqueñas de Chuquisaca y Tarija hasta el Río Pilcomayo).
Curiosamente, es un hecho que muchas de las familias católicas más tradicionales de Santa Cruz son de origen judío. Algunos rasgos de esta presencia judía aún se mantienen vivos y han influenciado la cultura local. Hasta las primeras décadas del siglo XX, varias familias cruceñas guardaban candelabros de siete brazos y servían platos preparados de manera que recuerda a la cocina kosher. Algunas familias antiguas aún acostumbran encender velas los viernes al anochecer, y llorar sentados en el suelo la muerte de sus parientes queridos. Después de casi cinco siglos, algunos miembros de estas familias aún reconocen su origen judío, pero practican el catolicismo (en algunos casos con sincretismos judíos).
Desde la independencia en 1825 hasta principios del siglo XX, el flujo de inmigrantes judíos se limitó a algunos mercaderes (tanto sefarditas como judíos alemanes), quienes en su mayoría se casaron con mujeres del país y fundaron familias que se hicieron parte de la sociedad boliviana de religión católica. Este fue el caso en las regiones orientales de Santa Cruz, Tarija, Beni y Pando, donde la mayoría de estos mercaderes llegaron ya sea vía Argentina o Brasil.
En la primera mitad del siglo XX, el flujo de inmigrantes judíos se incrementó sustancialmente. En 1905, un grupo de judíos rusos y argentinos emigró a Bolivia. En 1917, se estima que había tan solo 20 a 25 judíos practicantes viviendo en el país. En 1933, cuando empezó el régimen nazi en Alemania, había 30 familias judías. A fines de la década de 1930, cuando la mayoría de los países de América habían dejado de otorgar visas a los refugiados judíos, Bolivia —bajo la presidencia del general Germán Busch Becerra— abrió sus puertas a miles de judíos. Busch (de padre alemán y madre boliviana) fue un promotor de la migración judía, quien junto con el empresario minero Mauricio Hochschild (judío alemán) apoyaron el desarrollo de colonias agrícolas judías en las zonas tropicales de Yungas (La Paz), Ichilo (Santa Cruz) y Chapare (Cochabamba). Hasta 1942 ya había aproximadamente 7.000 judíos. Sin embargo, unos 2,200 judíos dejaron Bolivia en la década de los 1940. Aquellos que quedaron, crearon comunidades en La Paz, Cochabamba, Santa Cruz, Oruro, Sucre, Tarija y Potosí. Después de la Segunda Guerra Mundial, un pequeño grupo de judíos polacos también se estableció en Bolivia. Desde 1939, las comunidades judías lograron mayor estabilidad. No obstante, los presidentes que sucedieron a Busch fueron menos entusiastas de la migración judía, el antisemitismo se manifestó en varias ocasiones en las ciudades de La Paz y Cochabamba, donde hubo lamentables ataques a negocios de judíos y entidades de la comunidad. Con la revolución de 1952, gran parte de la comunidad partió hacia otros países, como Estados Unidos, Israel y Argentina.
En las últimas décadas (1990-2000), la comunidad judía de Bolivia ha disminuido aún más debido a la emigración hacia otros países, nuevamente encontrándose Israel y Estados Unidos, entre otros, entre los países más elegidos para emigrar. De seguir así la tendencia a la emigración, se calcula que la población judía de Bolivia desaparecerá casi por completo en un período de 10 a 20 años.
En la actualidad, hay aproximadamente 500 judíos viviendo en Bolivia. Existen sinagogas en las ciudades de Santa Cruz, Cochabamba y La Paz. La mayoría de los judíos bolivianos viven en las ciudades de Santa Cruz de la Sierra y La Paz. La comunidad judía de La Paz es principalmente ortodoxa, la de Cochabamba es más conservadora o masortí, mientras que la de Santa Cruz de la Sierra es de carácter más reformista.

### Brasil
Los judíos se establecieron temprano en la historia de Brasil, especialmente cuando estaba bajo el control holandés. Erigieron una sinagoga en Recife – la sinagoga primada de América – en 1636. La mayoría de estos judíos habían escapado de España y Portugal durante el restablecimiento de la Inquisición, primero en España, y luego en Portugal. Llegaron primero a Holanda para aprovechar la libertad religiosa que les permitía aquel país.
Los judíos se restablecieron en Brasil en el siglo XIX, después de su independencia, e inmigraron en forma más o menos constante hasta principios del siglo XX.
Hay aproximadamente 95,000 judíos viviendo en Brasil hoy en día y tienen puestos muy importantes en una gama de campos incluyendo la política, los deportes, la academia y el comercio, y forman una parte importante de la sociedad brasileña. La mayoría de los judíos brasileños viven en el estado de São Paulo (San Pablo) pero hay comunidades también en Río de Janeiro, Río Grande del Sur, Minas Gerais, Paraná, Bahía y Pernambuco.

### Chile
Los primeros judíos llegaron a Chile con los conquistadores españoles. En la época de la Inquisición, debían ocultar en vida su ascendencia. Diego García de Cáceres, amigo fiel y albacea testamentario del fundador de Santiago, Pedro de Valdivia, fue uno de ellos. Según la propia comunidad judía en Chile, entre los descendientes más prominentes del español están el general José Miguel Carrera y Diego Portales.
En la época virreinal, sin embargo, el más destacado personaje de origen judío de Chile fue el médico cirujano Francisco Maldonado de Silva, uno de los primeros directores del Hospital San Juan de Dios. Acusado por sus hermanas —sinceras cristianas— de intentar convertirlas al judaísmo, Maldonado se declaró abiertamente judío, lo que le valió la condena a ser quemado vivo en 1639.

#### Inmigración cuantitativa
Pero es a partir de 1840 (la Inquisición ya había sido abolida en Chile tras la declaración de Independencia) cuando comienza la 'verdadera' inmigración. En Valparaíso se instalan los primeros judíos europeos, en especial franceses y alemanes. De ellos, destaca Manuel de Lima y Sola, un sefardita trashumante que se transformó en uno de los socios fundadores del pionero Cuerpo de Bomberos de Valparaíso en 1851 y en el fundador de la masonería chilena al crear la primera logia francmasónica, la "Unión Fraternal", dos años después.
De allí en adelante, la presencia de seguidores del judaísmo se expande por Santiago, Valdivia, Puerto Montt, Temuco, La Unión (donde dos hermanos fundan la primera botica y el Club Alemán) e incluso Atacama, adonde llegan atraídos por el negocio de las minas y el comercio.
A fines del siglo XIX, una nueva generación de judíos que huyen de las políticas antisemitas de la Rusia zarista se instala en Santiago y el sur del país. En 1903 se abre en la capital "La Casa Rusa", uno de los primeros y más famosos negocios de estos nuevos inmigrantes.
En la Araucanía, con la sucesión de terrenos ganados en la ocupación de La Araucanía, 500 familias judías llegaron junto a otro grupo de alemanes y suizo-alemanes a fundar y colonizar la localidad de Contulmo en Temuco.
Estos judeoalemanes llegados durante 1885-1890 no se consideraban judíos en la diáspora, sino solo alemanes, sin problemas de religiones ni etnias convivieron pacíficamente con los demás colonos de Contulmo (alemanes y suizo-alemanes).
También en la Araucanía se desarrollaría otra inmigración no colonizadora, sino espontánea de judíos sefarditas de Macedonia precisamente de la ciudad de Monastir (actual Bitola). Esto comienza con la llegada de un sastre a la ciudad de Temuco llamado Alberto Levy y otros, como Francisco Van de Wynwaard, Teodoro Rosenberg, Walter Bauer entre muchos otros. Él sería quien llevaría noticias a sus conocidos de Monastir de esta nueva ciudad fundada hacía pocos años, la cual prometía ser un polo de desarrollo.
A comienzos de los 1900 los Balcanes se encontraban en plena guerra, y Monastir estaba en medio de los conflictos, lo cual hace que la inmigración crezca: un censo realizado en 1907 indica que había catorce familias judías en Temuco, ya en 1920 había trescientas familias (contando solo los sefarditas de Monastir), quienes serían los pilares fundamentales de la comunidad sefardita en Chile. Tan importante es Temuco en la migración judía de Monastir que fue uno de los principales destinos de emigración junto a Estados Unidos e Israel en el siglo XX.
Además de los sefarditas se contabilizaban en Temuco 900 judíos de origen polaco, ruso y ucraniano. También fue la primera ciudad chilena en tener una sinagoga y un club israelí; por este motivo se cita a Temuco como una de las principales ciudades de Chile receptora de inmigrantes judíos.
A partir de 1933 y hasta 1939, un nuevo grupo llega huyendo de las persecuciones impuestas por el régimen nazi en Alemania, Austria y Checoslovaquia. Al final de la II Guerra Mundial llega otro grupo, ahora reducido, de sobrevivientes de los campos de concentración liberados por las tropas aliadas.
La nobleza europea que logró huir de los nazis se destacó en ayudar a muchos de los judíos de los países de influencia germana. En esto se destacó en toda América Latina la familia real Karl Graf von Luxburg.
Los inmigrantes de los años 1930 eran en su mayoría profesionales, quienes pudieron seguir desempeñándose en su campo de especialización. La inmigración judía se detendría hacia el año 1945, aunque hasta la fecha siguen llegando israelíes al país especialmente en la Provincia de Aisén.
La comunidad actualmente es de 15,000 personas. Incluye Premios Nacionales, empresarios, artistas, abogados, políticos. Miles son los descendientes de origen hebreo que han destacado en Chile. Aquí algunos de ellos: Claudio Grossman (abogado), Marcos Libedinsky, Roberto Zahler, Nicolás Massú Fried, Sebastián Rozental, Miguel Schweitzer (primer ministro judío en Chile), Sergio Melnick, José Weinstein (subsecretario de Educación y ministro de Cultura en la era Lagos), Clarisa Hardy (exministra de Mideplan), Eduardo Bitran, Claudia Bitrán, Karen Poniachik (exministra de Minería y Energía), Mario Kreutzberger (Don Francisco), Patricia Politzer, Ricardo Israel, Mauricio Israel, Jacobo Schaulsohn, Ángel Faivovich, Bastián Bodenhöfer, Jorge Schaulsohn, Lily Pérez, Anita Klesky, Jael Unger, León Schidlowsky (Premio Nacional de Artes Musicales), Paula Sharim, Shlomit Baytelman, Leonardo Farkas, Julián Elfenbein, Alex Zisis, Tomás Hirsch (expresidente del Partido Humanista de Chile), Volodia Teitelboim (literato y exsecretario General del Partido Comunista Chileno), etc.
Actualmente la comunidad tiene dos colegios en Santiago, uno en Viña del Mar, un policlínico público en Nataniel (barrio en el que vivieron los inmigrantes en sus inicios); dos hogares de ancianos, dos estadios israelíes (en Santiago y Viña del Mar), el Cuerpo de Bomberos Israel en Ñuñoa y cementerios.

### Colombia
Los judíos comenzaron a llegar al territorio actual de Colombia durante la época del virreinato, y existen muchas referencias de juicios a “portugueses judaizantes” en el Tribunal de la Inquisición de Cartagena de Indias. Estos judíos conversos al cristianismo se asimilaron con la población local y desaparecieron los rasgos de su cultura, excluyendo ciertos rituales restringidos al núcleo familiar. En la primera mitad del siglo XIX volvieron a llegar judíos a Colombia provenientes de Curazao y otros territorios holandeses en el Caribe, así como judíos de Francia y Alemania. Tales judíos se asentaron principalmente en la costa atlántica, en donde estaba permitida la vivienda a los “miembros de la nación hebrea” durante los primeros días de la república. Fueron prolíficos en sus negocios y están detrás de la fundación de muchas empresas reconocidas de la ciudad de Barranquilla. También lograron establecer cementerios y escuelas de la Alliance Israelite Universelle, muchos se asimilaron asimismo a la sociedad católica colombiana al casarse con familias de abolengo. Después de la Primera Guerra Mundial, llegaron judíos procedentes de Rusia, Austria, Ucrania, el Imperio Otomano y el norte de África. Se asentaron en las grandes ciudades, principalmente en Barranquilla, Bogotá, Cali y Medellín, pero también hubo familias y comunidades, especialmente norteafricanas y sirias en el Valle del Cauca y la ciudad de Popayán. Buscaban ganarse la vida y huir de los tristes recuerdos que les traían las tierras donde crecieron. Según cuenta Azriel Bibliowicz en su novela El rumor del Astracán, los primeros que llegaron a Colombia le habían escuchado decir a un judío que había visitado Bogotá: “Latinoamérica es el lugar donde se prospera”. Así que muchos llegaron llenos de ilusiones y se dedicaron al comercio. Pusieron almacenes de textiles e impusieron prácticas novedosas: vendían la mercancía a crédito y ofrecían productos de casa en casa. Si en el almacén se vendía a tres pesos, a plazos se vendía a 10. Los clientes pagaban veinte centavos por semana y tenían la oportunidad de pagar toda la deuda al terminar el año. Para 1950 ya había comunidades organizadas con cementerio, club y colegio propio.
Hoy quedan unas 15.000 familias de judíos en Colombia, pero se cree que hay más descendientes. La mayoría se concentra en Bogotá, luego en Cali, Medellín, Barranquilla, Cartagena de Indias y San Andrés. Se agrupan en dos comunidades: la sefardita, conformada por inmigrantes turcos, portugueses, españoles, egipcios y sirios; y la asquenazí, provienente de la Europa Oriental, esta última construyó el cementerio judío y actualmente dirige el Centro Israelí del Sur.

### Costa Rica
Los primeros judíos en llegar a Costa Rica fueron los conversos, que vinieron en los siglos XVI, XVII y XVIII y se asentaron en la ciudad de Cartago, olvidando sus raíces judías por temor a la inquisición española. En el siglo XIX comerciantes sefarditas llegaron de Curazao, Jamaica, Panamá y el Caribe. Vivían principalmente en el valle central de Costa Rica y pronto se asimilaron a la sociedad y abandonaron el judaísmo por completo. Un tercer grupo de inmigrantes judíos llegaron antes de la Segunda Guerra Mundial y especialmente en los años de 1930. La mayoría de estos inmigrantes venían del pueblo polaco de Żelechów. El término “polaco” se ha convertido en una palabra coloquial costarricense para “comerciante”. La primera sinagoga del país, la “ortodoxa Shaarei Zion”, fue construida en 1933 en la capital San José. La mayoría de los miembros de la comunidad judía se instalaron primeramente en el Paseo Colón y Barrio México. Durante los años 40 hubo un movimiento nacionalista costarricense, cuya presencia motivó hechos de antisemitismo, pero en general la convivencia entre los judíos y los católicos se mantiene sin grandes problemas. Sin embargo, sí se presentan casos de antisemitismo como en cualquier otro país latinoamericano. Recientemente ha comenzado una cuarta etapa de inmigración judía, principalmente de judíos americanos o israelíes que se jubilan o que están para hacer negocios en el país. La comunidad judía costarricense consiste en 2.500 o 3.000 individuos, la mayoría de los cuales viven en la capital.
Aparte de esta información, se comenta también que criptojudíos se asentaron en Escazú, pueblo cercano a San José, donde debieron ocultar sus ritos, dado que el Acta de la Independencia Centroamericana (aceptada en Costa Rica el 29 de octubre de 1821) estipuló que en la autonomía se deben de dar una serie de condiciones, entre ellas, tener como única aceptada en el país la religión cristiana católica. Los judíos escazuceños, entonces, empezaron a reunirse a escondidas en el subsuelo de Escazú, así como en sinagogas ocultas en el interior de edificios. Ya que en esos ritos la mayoría de las invocaciones a Dios y ruegos se hacen en hebreo, y como los rabinos vestían de negro, la gente comenzó a creer que eran brujas realizando hechizos o aquelarres.
El exbanquero Dr. Luis Liberman Grinsburg fue vicepresidente de la República en el periodo 2010-2014, demostrando así la gran injerencia y aceptación de los judíos en Costa Rica. Hay algunos políticos y empresarios de origen judío, que forman parte activamente de la sociedad costarricense. Los judíos han sido muy activos en la política costarricense y muchos ministros judíos habían servido al país en los gobiernos anteriores.

### Curazao
Curazao tiene la congregación judía activa más antigua de las Américas, que data de 1651, y la sinagoga más antigua de América, en uso continuo desde su finalización en 1732 en el sitio de una sinagoga anterior. La comunidad judía de Curazao también jugó un papel clave en el apoyo a las primeras congregaciones judías en los Estados Unidos en los siglos XVIII y XIX, incluso en la ciudad de Nueva York y en Newport (Rhode Island), donde se construyó la sinagoga Touro.

### El Salvador
La comunidad judía en El Salvador data desde la época virreinal. Actualmente existe una nutrida mezcla de judíos ashkenazi y sefarditas, hay dos sinagogas y una escuela de hebreo.

### Ecuador
En el año 1580 se produce en la península ibérica la unión de los reinos de España y Portugal, y Felipe II es el único heredero del trono de ese reino. Muchos portugueses «sospechosos de su fe» comienzan a ingresar al Virreinato del Perú por la ciudad recientemente fundada, en la cual la vigilancia de la Inquisición era más débil. La unión de los reinos dura hasta 1640, en que los lusitanos se rebelan contra la monarquía española y el duque de Braganza, bajo el nombre de Juan IV, ocupa el trono del reino de Portugal. Pero fueron sesenta años durante los cuales la América hispana estuvo bajo una misma corona y, durante ellos, un gran número de cristianos nuevos pasó de los dominios portugueses a los dominios españoles. De tal manera que decir que alguien era «portugués», era sinónimo de «judío converso».
Las acciones inquisitoriales lograron el efecto de aterrorizar a las familias de cristianos nuevos e impulsarlas a migrar hacia otras regiones del virreinato peruano y preferentemente hacia aquellas donde no existiesen tribunales de la Inquisición. Por suerte, el Perú era sumamente grande y aún quedaban amplios espacios territoriales en los que la Inquisición no estaba presente, por lo que prófugos o perseguidos de distinto signo («herejes», «judaizantes», «dogmatizadores», bígamos, etc.) podían ocultarse con relativa facilidad, alejándose de los grandes centros urbanos y sobre todo mimetizándose para ocultar su verdadera identidad personal o grupal.
Fue así que los «cristianos nuevos» asentados en el Perú migraron desde el centro del virreinato hacia las zonas exteriores, menos pobladas y controladas, y en particular hacia el sureño Chile y la norteña Audiencia de Quito. Respecto de los que marcharon hacia Quito, su nueva diáspora los llevó primero hacia la Gobernación de Juan Salinas y Loyola (más tarde transformada en el Corregimiento de Loja), que, según los estudios de Ricardo Ordóñez Chiriboga, fue un importante centro de radicación de sefarditas hispanoportugueses. Posteriormente, muchas de esas familias migraron más al Norte, hacia el próximo Corregimiento de Cuenca, y luego hacia el más septentrional Corregimiento de Chimbo (Alausí, Pallatanga y Chimbo), siempre buscando alejarse del poderoso y cruel brazo inquisitorial. Los primeros judíos sefarditas hispanoportugueses probablemente llegaron a Chimbo y sus poblados próximos entre fines del siglo XVI y comienzos del XVII, aunque parecen haber existido nuevas olas de migración judía hacia esa zona en épocas posteriores. Empero, no cabe negar la posibilidad de que otros sefarditas hispanoportugueses se hubiesen establecido en este territorio virreinal desde los primeros tiempos de la conquista española, como parecen mostrarlo los apellidos de conquistadores llegados con Sebastián de Benalcázar y Pedro de Alvarado.
Todo lo antes señalado explica en buena medida la presencia sefardí en zonas auríferas y comerciales de la Audiencia de Quito y en Calacalí, tales como Loja, Zaruma, Cuenca, Santa Isabel, Yungilla, Tarquí, y también en puertos de montaña o centros de comercio en las rutas entre Guayaquil y Quito. Esta presencia de judíos sefarditas hispanoportugueses se mantuvo oculta durante años en el Ecuador, donde el judaísmo solo se practicaba a escondidas en casa.
En los siglos posteriores llegaron al Ecuador inmigrantes judíos asquenazíes. «Entre los inmigrantes judíos que vinieron al Ecuador hubo también profesionales, intelectuales y artistas, algunos de los cuales fueron profesores y escritores. Entre otros Alberto Capua, Giorgio Ottolenghi, Aldo Mugía, Francisco Breth, Hans Herman, Leopoldo Levy, Paul Engel, Marco Turkel, Enrique Fenter, Benno Weiser, Otto Glass, Egon Fellig y Karl Kohn. Olga Fis valoró y difundió el arte popular ecuatoriano, y Constanza Capua realizó estudios arqueológicos, antropológicos y de arte colonial. Unos de los primeros inmigrantes fueron Leónidas Gilces y su hermano menor Ángel, que se enfocaron en la agricultura y ventas y que, según Carlos Liebman, ayudó a llegar a la capital con su librería —que llegó a ser la más importante de la capital— a Simón Goldberg, que había tenido una librería en Berlín, la librería Goethe de libros antiguos que aportaron a la difusión de la lectura. Vera Kohn fue psicóloga y profesora, tareas que a mediados del siglo no eran de interés de las mujeres ecuatorianas, que solían vivir regaladas en sus casas, carentes de inquietudes intelectuales y solo preocupadas por la vida social. La comunidad no se interesó por la política, con excepción de Pablo Beter, perteneciente a la segunda generación de judíos, que llegó a ser ministro de Economía y presidente del Banco Central del Ecuador».

### Haití
Cuando Cristóbal Colón llegó a la Hispaniola, este contaba con un intérprete, Luis de Torres, uno de los primeros judíos en llegar a la isla en 1492. Haití fue tomada y colonizada por los franceses en 1633. Muchos judíos holandeses (los cuales muchos eran marranos) emigraron de Brasil en 1634 y se convirtieron en empleados de las plantaciones de azúcar franceses y desarrollado aún más el comercio. En 1683, los judíos fueron expulsados de Haití y todas las otras colonias francesas, debido al Código Negro, que no sólo limitaba las actividades de los negros libres, sino que prohibió el ejercicio de cualquier religión que no fuese el catolicismo romano (incluido una disposición por la cual todos los esclavos debían ser bautizados e instruidos en la religión católica), y a su vez era aplicable a todos los judíos de las colonias de Francia. Sin embargo, a pesar del Código Negro, un número limitado de judíos permanecieron en empresas comerciales francesas como funcionarios principales, incluidos los ciudadanos extranjeros (holandeses, daneses o ingleses) o los titulares de permisos de residencia especiales (lettres patentes). Estos judíos estaban especializados en plantaciones agrícolas. Judíos portugueses de Burdeos y Bayona se establecieron principalmente en la parte sur de Haití (Jacmel, Jérémie, Léogâne, Los Cayos, Petit-Goâve y Puerto Príncipe) y judíos de Curazao se instalaron en la parte norte (Cabo Haitiano y Saint Louis).
Sin embargo, muchos judíos regresaron a Haití a mediados de la década de 1700, solo para ser asesinados o expulsados a finales de siglo durante la revuelta de esclavos encabezada por Toussaint Louverture, ya que muchos judíos se les había sumado también escapando de la lucha civil en Polonia (con la invasión de su país por Rusia, Prusia y Austria). 
Debido a la falta de escuela dominical y centros comunitarios judíos, muchos jóvenes no crecieron con una educación judía y tuvieron que ocultar su judaísmo para poder asistir a la escuela pública, permitida solo para los católicos. Muchos judíos prefirieron asentarse en la costa, en donde estaban las ciudades portuarias, ya que estaban involucrados en el comercio que establecían las comunidades en los centros importantes de la industria. Los arqueólogos llegaron a descubrir una antigua sinagoga de criptojudíos en la ciudad de Jérémie, la único que se encuentra en la isla. También se han encontrado varias lápidas en las ciudades portuarias como Cabo Haitiano y Jacmel. Aproximadamente treinta familias judías de finales del siglo XIX han llegado desde el Líbano, Siria y Egipto. En Francia se llegaría a aprobar una ley que le dio la ciudadanía francesa a las minorías en las Américas, por lo que muchos judíos de Medio Oriente se sintieron seguros de emigrar a Haití, trayendo con ellos sus muchas costumbres y tradiciones sefardíes.

### Honduras
El embajador de Israel en Honduras, Shimon Agour, aseguró que los pobladores de Trinidad, en el Departamento de Santa Bárbara, así como los de otros lugares del occidente de Honduras, son descendientes directos de judíos sefarditas asentados en esas tierras desde el siglo XVIII.
El tema de la inmigración de judíos a Honduras ha sido investigada por el historiador hondureño Jorge Alberto Amaya Banegas en su libro Los judíos en Honduras, obra de la cual se extrae el siguiente resumen: tradicionalmente se ha asegurado que la inmigración de judíos a América se llevó a cabo a partir del siglo XIX, pese a que existen trabajos históricos que evidencian la presencia de judíos desde el tiempo de las colonias, particularmente en México, Centroamérica y Perú. Estos judíos eran sefarditas provenientes del área mediterránea, especialmente españoles y portugueses a los que se les llamaba judíos ibéricos o hispánicos.
Coincidente con el arribo de los españoles al nuevo continente, en España se procuraba la expulsión de los judíos y árabes, esto mediante decreto de expulsión fechado el 31 de marzo de 1492, fue así que 800.000 judíos procedieron a abandonar el Reino de España y se exiliaron en su mayoría en Alemania, Holanda, Italia, Turquía, Portugal y el norte de África, pero cerca de 300.000 se trasladaron a América en un periodo de trescientos años.
Esos judíos españoles tenían prohibido viajar a América ya que era requisito que fueran conversos al catolicismo; sin embargo, ellos se las ingeniaron para evadir tal prohibición mediante el soborno hacia las autoridades españolas y de capitanes de barcos que se hacían de la vista gorda a cambio de 50 ducados. Esa inmigración clandestina es el principal obstáculo para cuantificar y ubicar a los judíos que llegaron a América, ya que dicha clandestinidad se hacía para evitar el rigor de la Santa Inquisición.
El primer registro de un judío en Centroamérica data de 1558 cuando Diego Morales fuera arrestado por el Tribunal de la Santa Inquisición de Guatemala acusado de blasfemar contra la fe cristiana.
Considerando las razones previas y aunque existen algunos registros documentales del ingreso de judíos a Honduras desde 1580, los historiadores y arqueólogos nacionales no han logrado comprobar la existencia de núcleos de comunidades judío sefarditas en Honduras, pese a lo que había llegado a afirmar el embajador de Israel en Honduras, Shimon Agour.
No hay que olvidar que todo judío español o portugués, al convertirse al cristianismo, debía cambiar su nombre y apellido hebreo por un nombre del santoral español y un apellido español.

### México

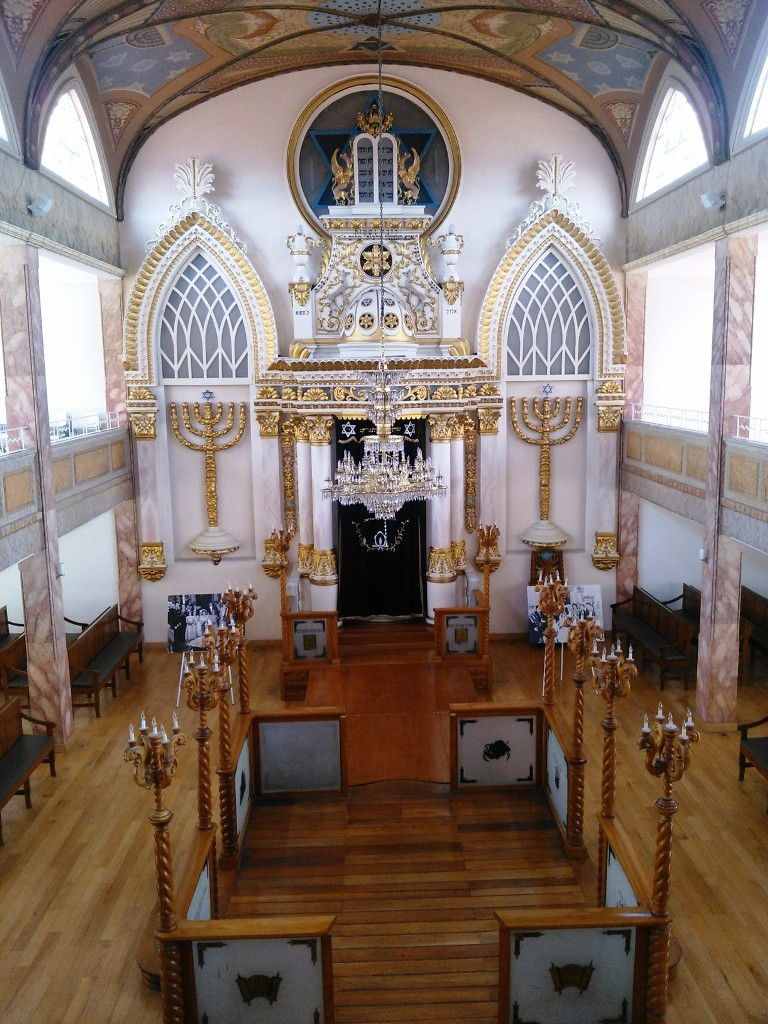
Interior de la Sinagoga Histórica Justo Sierra 71 en el centro histórico de la Ciudad de México

Debido a una fuerte presencia católica en México, pocos judíos en su mayoría exiliados sefarditas llegaron en los años antes del final del siglo XVII, muchos de ellos portugueses y españoles. Existen varios juicios por judaizantes en la Nueva España. Su distribución fue en todo el territorio del virreinato, especialmente en zonas rurales y ciudades mineras, así como territorios apartados de la capital virreinal. Después de la independencia de México, una gran cantidad de judíos alemanes se establecieron en México gracias a la invitación de Maximiliano I de México. También lo hicieron judíos rusos que huían de la persecución en Rusia. Un segundo grupo de inmigrantes, principalmente sefarditas, llegó después de la caída del Imperio otomano. Finalmente un último influjo llegó durante las persecuciones por los nazis en Europa durante la Segunda Guerra Mundial.
Hoy en día hay aproximadamente 70.000 judíos en México y poco más de 3.000 judíos mexicanos residiendo en el exterior, principalmente en Estados Unidos e Israel. Además cabe mencionar números importantes de judíos extranjeros residiendo en México, principalmente expatriados y de la reciente inmigración de comunidades judeo-argentinas y judeo-venezolanas. Hay varios sectores de la comunidad judía en México, las más grandes son la comunidad asquenazí (de Europa central y oriental), las comunidades Maguén David y Monte Sinaí (descendientes de inmigrantes sirios) y la comunidad sefardita (que consiste principalmente en inmigrantes turcos, sirios y griegos).

### Nicaragua
Debido a una fuerte presencia católica en Nicaragua, pocos judíos en su mayoría exiliados sefarditas llegaron en los años antes del final del siglo XVII. Muchos de ellos eran anusim, como otros de Centroamérica, es por ello que la tradición de Nicaragua está llena de judaísmo. Después de la independencia de Centroamérica, una gran cantidad de judíos franceses se establecieron en Nicaragua luego de la anexión de esta al imperio mexicano de Maximiliano. Un segundo grupo de inmigrantes, principalmente sefarditas, llegó después de la caída del Imperio otomano. Finalmente un último influjo llegó durante las persecuciones por los nazis en Europa durante la Segunda Guerra Mundial.
Hoy en día hay aproximadamente 200 judíos en Nicaragua y poco más de judíos nicaragüenses residiendo en el exterior, principalmente en Estados Unidos y Costa Rica. Existen dos comunidades formalmente en Nicaragua. A pesar de que los judíos sefardíes vinieron primero, no se habían organizado, ya que aprendieron a vivir bajo la asimilación. Los judíos asquenazíes vinieron provenientes principalmente de Hungría, Alemania y Rusia, estos últimos con la cooperación del gobierno sandinista en 1980. Luego de 1990, vinieron judíos estadounidenses retirados y se establecieron aprovechando el ambiente de paz y el bajo costo de vida. Ya en 1965 se había fundado el "Club Israelita de Nicaragua" y luego pasó a llamarse "Congregación Israelita de Nicaragua", afiliada al Congreso Sionista Mundial y por ende reconocida por Israel. Se debe mencionar que de estos judíos, la gran mayoría al migrar fueron hombres sin familias, por lo que se casaron con mujeres locales y su descendencia, por el halajá, no podían ser judíos y muchos tuvieron que hacer conversión. Al ser la Congregación Israelita de Nicaragua de tendencia reformista-conservadora, acepta a los hijos de ambos lados. En la actualidad solo cuenta con dos miembros fundadores (nacidos judíos): el restos son conversos y no se reúnen a menudo.
En 2008, la Comunidad Judía de Nicaragua —Shearith Israel, como se denominan los sefardíes de tendencia hispanoportuguesa— son los únicos en tener una mikvéh (baño ritual) público para los miembros de su "esnoga". En 2017, muchos de ellos realizan conversión, por la falta de documentación, ante un bet din ortodoxo, patrocinado por la ONG Kulanu ("Para todos" en hebreo) y en su comunidad se realizan 114 conversiones tanto de sus miembros como de la comunidad asquenazí. La Comunidad Judía de Nicaragua -Shearith Israel- es reconocida por el mundo sefardí hispano-portugués, representados por el tribunal Obadyah Alliance de Holanda y por diferentes Comunidades. Esta Comunidad tiene como proyecto la construcción de la primera sinanoga sefardita en Nicaragua, pues cuentan con uno de los tres rollos de la Torá en Nicaragua.

### Panamá

#### Período Virreinal
La presencia de anusim o criptojudíos se ha registrado desde las primeras migraciones de españoles y portugueses en el territorio. El investigador Elyjah Byrzdett explica que el fenómeno judeoconverso en Panamá puede dividirse en dos grandes períodos: el período castellano y el período portugués.
1. El Período Castellano (1501–1580)
Este período estuvo marcado por la llegada de criptojudíos de origen castellano, quienes desempeñaron un papel activo en la colonización del territorio. Cuando Rodrigo de Bastidas llegó al istmo de Panamá en 1501, estuvo acompañado por conversos recientes al cristianismo. Desde las primeras expediciones españolas y durante toda la conquista, los judeoconversos estuvieron presentes en la región.
El fundador de la Ciudad de Panamá, Pedro Arias Dávila (conocido como Pedrarias), tenía ascendencia judía por línea paterna y materna. Aunque sus convicciones religiosas no están del todo claras, sí se sabe que protegió a los judeoconversos de la persecución del obispo franciscano Fray Juan de Quevedo. También destacan otras figuras de linajes conversos, como los capitanes y gobernadores Felipe y Diego Gutiérrez de Toledo, provenientes de familias judeoconversas de Castilla.
2. El Período Portugués (1580–1640)
El período portugués se inició en 1580, tras la unión dinástica de Portugal con la Corona española. Durante esta etapa, los criptojudíos portugueses, que estaban mejor organizados y contaban con mayores recursos, lograron establecer una casa de rezos en la calle Calafates, ubicada detrás de la antigua Catedral de Panamá la Vieja. Sin embargo, la Inquisición intensificó su persecución contra los judaizantes, culminando en 1640 con un evento conocido como la "gran conspiración", que desmanteló gran parte de la red criptojudía en el Istmo. A partir de entonces, su rastro en los archivos históricos se volvió más difuso, ya que el temor a la persecución llevó a muchos a ocultar aún más su identidad.
Uno de los episodios más documentados de esta persecución fue el arresto del portugués Sebastián Rodríguez, acusado de judaizante. Rodríguez lideraba un grupo de criptojudíos que incluía a Antonio de Ávila, González de Silva, Domingo de Almeyda y un fraile mercedario, todos ellos practicantes secretos del judaísmo. Durante el proceso judicial, cuatro médicos certificaron la presencia de la marca de la circuncisión en Rodríguez, lo que se utilizó como prueba en su contra. Sus cómplices en este asunto incluyeron a Antonio de Ávila, González de Silva, Domingo de Almeyda y un fraile mercedario que también practicaba el judaísmo. Cuatro médicos certificaron la presencia de la marca de la circuncisión en el caso de Rodríguez.
Algunos de los gobernadores con ascendencia hebrea: 
1. Pedro Arias Dávila (Pedrarias): Fue el gobernador y fundador de la Ciudad de Panamá. Tenía ascendencia hebrea tanto por línea paterna como materna. Su abuelo paterno, Ysaque Abenazar, fue un influyente miembro de la comunidad judía en Segovia, quien se convirtió al catolicismo y adoptó el nombre de Diego Arias Dávila.[27]
2. Felipe Gutiérrez de Toledo: Ocupó el cargo de Gobernador de Veragua y lideró un movimiento migratorio desde Almagro y Toledo hacia la región de Veragua. El Catedrático de Historia, Enrique Soria Mesa, investigó esta migración y elaboró un listado de personas con linaje judeoconverso que viajaron con él.[28]
3. Diego Gutiérrez: Fue Gobernador de Veragua y se le autorizó, según un nuevo asiento del 29 de noviembre de 1540, a descubrir y poblar la región como gobernador y capitán de Veragua. Trágicamente, perdió la vida a manos de los indígenas.[29]
4. Juan López de Sequeira: Fue un gobernante colonial español nacido en Portugal y entre 1602 y 1607 fue gobernador de Veraguas, que abarcaba la parte oeste de la actual Panamá.
5. José Ignacio Palacios y Valenzuela: Ocupó el cargo de Gobernador de Veragua y afirmó en el documento de Contratación 5379, N. 26, ser un "cristiano de cuatro costados", lo que significa que sus cuatro abuelos eran cristianos. Sin embargo, en la actualidad sabemos que esto fue un alegato falso, ya que su abuelo era judío y pertenecía a la influyente familia judeoconversa Pisa.[30]

Estos ejemplos destacan la influencia y la presencia de individuos de ascendencia hebrea en posiciones de liderazgo durante el período virreinal en el Istmo de Panamá. Su legado y contribuciones históricas continúan siendo parte importante de la historia de la región.

#### Período de Unión a Colombia
Cuando el Istmo se unió al proyecto de Federación de Simón Bolívar, se produjo una nueva migración hebrea que revitalizó la fe mosaica en suelo istmeño. Estos primeros inmigrantes judíos llegaron bajo una nueva política inicial que promovía la libertad religiosa en los recién independizados territorios. Desempeñaron un papel crucial como intermediarios y traductores, actuando como enlaces entre la población local y los extranjeros que llegaban o transitaban por la región, gracias a su dominio de idiomas como el alemán, español, francés, inglés, holandés y papiamento.
Los judíos, tanto sefaradíes (judeoespañoles) como asquenazíes (judeoalemanes), comenzaron  a llegar en números significativos a Panamá a mediados del siglo XIX, atraídos por oportunidades económicas como la construcción del ferrocarril bioceánico y la fiebre del oro en California. Este flujo migratorio marcó un importante capítulo en la historia de la comunidad judía en Panamá.

#### Período Republicano
La República de Panamá, en su forma actual, experimentaría una realidad muy diferente si no fuera por las notables contribuciones de la comunidad judía panameña. Su papel en la lucha por la independencia del país en 1903 fue de una importancia crucial y evitó el fracaso del movimiento separatista. Distinguidos miembros de la Congregación Kol Shearith Israel, como Isaac Brandon, M.D. Cardoze, M.A. De León, Joshua Lindo, Morris Lindo, Joshua Piza e Isaac L. Toledano, proporcionaron apoyo financiero fundamental a la Junta Revolucionaria cuando las promesas de fondos de Philippe Jean Bunau-Varilla no se materializaron. Sin su contribución, la vida de los líderes de la separación de Panamá de Colombia podría haber estado en peligro. Por lo tanto, la participación de la comunidad judía fue de vital importancia en ese momento histórico.
Luego de esta época, se produjeron otras olas de inmigración judía a Panamá. Durante la Primera Guerra Mundial , personas procedentes del Imperio otomano en desintegración llegaron al país. Después de la Segunda Guerra Mundial, hubo inmigración desde Europa, y también llegaron judíos de países árabes debido al éxodo provocado en 1948. Más recientemente, se sumaron inmigrantes judíos de naciones sudamericanas que atravesaron crisis económicas. Estos grupos han contribuido a la diversidad de la población judía en el Panamá actual.
El epicentro de la vida judía se encuentra en la Ciudad de Panamá, aunque históricamente se establecieron pequeñas comunidades judías en otras ciudades como Colón, David, Chitré, Las Tablas (desde finales del siglo XVII), La Chorrera, Santiago de Veraguas y Bocas del Toro. A medida que las familias se trasladaron a la capital en busca de educación para sus hijos y por motivos económicos, estas comunidades se disolvieron gradualmente.
A pesar de su relativamente pequeña demografía en relación con la población total del país (alrededor de cuatro millones de habitantes), la comunidad judía oscila entre las 20.000 personas. Actualmente, la vibrante comunidad judía está concentrada en la Ciudad de Panamá, y se encuentra plenamente integrada a la sociedad panameña. A diferencia de otros países, los judíos panameños participan activamente en el comercio, gobierno, en funciones cívicas, educativas y diplomáticas. Exceptuando a Israel, Panamá es el único país del mundo que ha tenido dos presidentes judíos en el siglo XX:
- En la década de 1960, Max Delvalle ocupó primero el cargo de vicepresidente y luego el de presidente de la República. Delvalle es conocido por su discurso inaugural en el que afirmó: "Hoy hay dos presidentes judíos en el mundo, el presidente del Estado de Israel y yo".
- Luego, su sobrino, Eric Arturo Delvalle, asumió la presidencia de la República entre 1985 y 1988. Ambos fueron miembros de la sinagoga Kol Shearit Israel y estuvieron involucrados en la vida judía en Panamá.

### Paraguay
La historia de los judíos en Paraguay comienza con el arribo de los flujos migratorios, principalmente de Europa, a fines del siglo XIX y el siglo XX Durante los años 20 llegaron a Paraguay judíos de Polonia, Ucrania y Alemania.
Después de la Segunda Guerra Mundial, más judíos llegaron al país, como sobrevivientes, pero muchos de ellos optaron por trasladarse a los vecinos Argentina (el hogar de la mayor comunidad judía en América Latina), y Brasil, o hicieron aliá (emigraron) a Israel

### Perú
Los orígenes de la presencia judía en el Perú se remontan a la llegada de los conquistadores españoles. Existen descendientes de aquellos colonizadores principalmente en la sierra norte del Perú, debido al contacto cultural y étnico con la sierra sur del Ecuador. Sin embargo, la presencia de la Inquisición obligó a muchos a convertirse o exiliarse en regiones menos hostiles del virreinato, por lo que no existen cifras fidedignas de la presencia judía en el Perú hasta el siglo XIX, cuando comienzan a llegar judíos, principalmente de Alemania y Rusia, aunque integrados a las colonias de sus países de origen. Uno de los primeros datos concretos de la presencia judía en el Perú es la construcción del actual Cementerio Judío, que data de abril de 1868. En 1870 se fundó la "Sociedad Hebrea de Beneficencia", que integraban, entre otros miembros, Jacobo Herzberg, Miguel Badt, Natazzius Hurwitz, Paul Ascher y Jacobo Brillman.
Hacia la década de 1910 llegan judíos asquenazíes y sefardíes, quienes se integran a las comunidades formadas por los pocos judíos alemanes ya establecidos en el país, principalmente en Lima. En la década siguiente continúa la inmigración, fundamentalmente de jóvenes quienes, en su mayoría, se dedican al negocio del crédito en ciudades del interior como Arequipa, Cusco, Abancay, Huánuco, Piura, Trujillo y Chiclayo. En esos años, los sefardíes forman la "Sociedad de Beneficencia Israelita Sefardita" (1920) y los asquenazíes la "Unión Israelita del Perú" (1923). En 1925 se funda la "Organización Sionista del Perú" que busca reagrupar a las dos comunidades, además de a los judíos alemanes establecidos previamente.
En la década de 1930 la comunidad judía florece. En 1935 se funda la "Sociedad Israelita de Socorro Mutuo de los Judíos", agrupando a judíos, fundamentalmente de origen alemán y de ideas y rituales liberales. Se crean los movimientos juveniles Macabi, Ashajar, Ashomer y Betar. Se abren las sinagogas asquenazí (1934) y sefardí (1933) en locales propios. En 1938, sin embargo, la Cancillería peruana prohíbe totalmente la inmigración judía al Perú.
En la década de 1940 se fusionaron todas las comunidades judías existentes en el país, formando una sola. Se crea el "Directorio de la Colectividad Israelita del Perú" (1942) como órgano representativo de toda la judería peruana y se crean y unifican los servicios comunes: ampliación del cementerio, hogar de ancianos, colegio judío León Pinelo (1946), dos movimientos juveniles sionistas Hanoar Hatzioní y Betar, grupos de mujeres sionistas (Wizo, OSE, Pioneer Women), Comité Peruano Pro Palestina Hebrea que consigue el voto peruano para la Partición, campaña pro víctimas de guerra, se crean la Asociación de Crédito Israelita del Perú, la Asociación Médica Israelita del Perú y empieza a circular diariamente el boletín de la Jewish Telegraphic Agency. En esta década se fortalece notablemente el vínculo con la educación judía y la causa sionista.
En los años de 1950 los judíos de todo el país inmigran fundamentalmente a Lima, en búsqueda de un marco social y educativo judío para sus hijos, creándose diversas instituciones judías.
En las décadas siguientes, el aumento del antisemitismo y las crisis económicas sucesivas incrementan la emigración, principalmente a Estados Unidos e Israel, reduciéndose la población judía actualmente —según cifras no oficiales— a unos doce mil judíos radicados en el Perú.

### Puerto Rico
Puerto Rico es actualmente la sede de la mayor comunidad judía del Caribe, que consiste en alrededor de 3.000 judíos, que sostienen cuatro sinagogas en la capital y una en el oeste de la isla. De ellas hay una reformista, una conservadora y dos ortodoxas. En Mayaguez hay una comunidad de judíos ortodoxos llamada Toiras Jesed con tendencia hasidica que ha atraído a judíos de toda América Latina. Los judíos tuvieron prohibido establecerse en Puerto Rico durante gran parte de su historia. Muchos judíos europeos llegaron después de la Segunda Guerra Mundial, pero la mayoría son descendientes de judíos cubanos que se fueron de Cuba después de la revolución cubana en 1959. Muchos de los judíos puertorriqueños son descendientes de inmigrantes sefaraditas o judeoespañoles y anusim de Francia, Holanda, Saint-Barthélemy y Curazao.
Recientemente, sin embargo, además de las ramas del judaísmo antes mencionadas, ha tomado bastante auge en la isla una rama del cristianismo evangélico autodenominado judaísmo mesiánico. La mayoría de estos cristianos alega provenir de descendientes de conversos sefaraditas que supuestamente han reencontrado sus raíces hebraicas y han intentando  seguir la supuesta fe de sus antepasados sin desvincularse de la figura de Jesús o Yeshúa. Las ramas principales del judaísmo rechazan que los llamados  mesiánicos sean parte del cuerpo de la comunidad judía de la Isla, principalmente por su creencia en Yeshúa como el Mesías y dios encarnado. Para todas las ramas del judaísmo el personaje Jesús es idolátrico, por lo tanto es imposible ser judío y mesiánico (cristiano) a la vez. A pesar de esto existen cerca de seis congregaciones evangélico-mesiánicas que sirven a una población de algunos 1,500 adeptos. Todas estas congregaciones, aunque alegan ser  observantes de la Torá y han agregado artículos de devoción judíos a sus servicios religiosos, su teología básicamente sigue siendo cristiana protestante. Sin embargo muchos de estos evangélicos mesiánicos rechazan acérrimamente ser una extensión judaizada del cristianismo, prefiriendo ignorar que su concepto de mesías y su teología es fundamentalmente cristiana.

### República Dominicana
Comerciantes judíos sefarditas llegaron al sur de la La Española durante los siglos XVI y XVII, huyendo de la persecución de la Inquisición Española. Durante los siguientes siglos muchos judíos y sus descendientes se asimilaron a la población general, aunque muchos de los judíos dominicanos todavía guardan varios aspectos de la cultura sefardita de sus ancestros. Para los siglos XVIII y XIX, muchos sefarditas de Curazao emigraron a la República Dominicana por causa de una crisis económica.
Sosúa, un pequeño pueblo en la costa norte de la isla, fue fundada por judíos asquenazís quienes huían de la Europa nazi de los años 1930. Rafael Leónidas Trujillo, el dictador del país, firmó la Conferencia de Evian en 1938, siendo éste uno de los pocos países que aceptaron la inmigración masiva de judíos durante la década de 1930, cuando corrían riesgo sus vidas a raíz de la avanzada del nazismo en Europa. Se ofreció por lo tanto a aceptar hasta 100.000 refugiados judíos, aunque en la práctica, y producto de los difíciles trámites burocráticos que los países de origen y tránsito de los refugiados exigían, la cifra fue mucho menor a la mencionada.
En 1943 el número de judíos en el país ascendió hasta 1.200, máximo número de judíos que se asentaron en este país, y a partir de ese momento ha estado en constante declive, producto de la emigración y de la asimilación.

### Surinam
Surinam tiene la comunidad judía más antigua de América. Durante la Inquisición en Portugal y España alrededor de 1500, muchos judíos huyeron a los Países Bajos y las colonias neerlandesas para escapar de la discriminación social y la persecución inquisitorial, a veces incluso tortura y condena a la hoguera. Aquellos que se convirtieron a la fe católica fueron llamados cristianos nuevos, conversos y, con menos frecuencia, "marranos". El estatúder del rey de Portugal les dio a los que quisieron partir un tiempo para que se establecieran, y les proporcionó 16 naves y una conducta segura para partir hacia los Países Bajos. El gobierno holandés dio la oportunidad de establecerse en Brasil. Pero la mayoría encontró su hogar en Recife, y los comerciantes se convirtieron en cultivadores de cacao. Pero los portugueses en Brasil obligaron a muchos judíos a mudarse a las colonias neerlandesas del norte de América, las Guayanas. Los judíos se establecieron en Surinam en 1639. 

Surinam era uno de los centros más importantes de la población judía en el Hemisferio Occidental, y los judíos eran propietarios de plantaciones y esclavistas.

### Uruguay
La historia de los judíos en Uruguay se remonta a la época colonial, sin embargo, la afluencia más importante tuvo lugar a partir de finales del siglo XIX y la primera mitad del siglo XX. Actualmente, la comunidad judeo-uruguaya es la cuarta más numerosa de América del Sur, y está compuesta principalmente por asquenazíes. 

### Venezuela
La historia de la comunidad judía venezolana probablemente comenzó a mediados del siglo XVII en Caracas, Coro y Maracaibo.
Según un censo nacional realizado a finales del siglo XIX, 1247 judíos vivían en Venezuela como ciudadanos.
Entre los años 1920 – 1937 muchos prominentes judíos europeos visitaron Maracaibo para empezar a hacer negocios con la bonanza petrolera del país. Muchos vivían y tenían familias paralelas a las que dejaron en Europa. Hubo una mezcla muy grande de culturas y religiones en Maracaibo.
Para 1943, casi 2600 judíos alemanes habían entrado en el país. En 1950, la comunidad había crecido a alrededor de 11 000 individuos, a pesar de fuertes restricciones inmigratorias.
Actualmente hay más de 3.000 judíos viviendo en Venezuela, más de la mitad de los cuales residen en Caracas. La comunidad judía venezolana está dividida a partes iguales entre sefarditas y asquenazis. Todas las (15) sinagogas en Venezuela, con excepción de una, son ortodoxas. La sinagoga más grande se encuentra en la ciudad de Caracas, la Sinagoga Tiferet Israel, en el sector de la ciudad llamado Plaza Venezuela, en pleno corazón de la ciudad.

## Demografía
Se estima que para la década de los años de 1960, la población judía llegó a un pico de 514.000. Sin embargo, a mediados de la década de los 2000, esta cifra se ha reducido a 360.000, concentrándose la mayoría de ellos cuantitativamente en Argentina, Brasil, México y Miami.

### Poblaciones actuales de judíos
Según estimaciones de Palabra Israelita:
| Rango (Mundial) | País                 | Población judía 2007 | % de judíos |
| --------------- | -------------------- | -------------------- | ----------- |
| 7               | Argentina            | 230,000              | 0.7%        |
| 11              | Brasil               | 105,500              | 0.1%        |
| 13              | México               | 67.780               | 0.5%        |
| 18              | Colombia             | 40,450               | 0.6%        |
| 19              | Uruguay              | 18,192               | 0.6%        |
| 31              | Perú                 | 8,000                | 0.08%       |
|                 | Chile                | 15,000               | 0.08%       |
| 33              | Venezuela            | 7,000                | 0.1%        |
| N/A             | Puerto Rico          | 3,000                | 0.09        |
| 47              | Panamá               | 2,792                | 0.01%       |
| 48              | Costa Rica           | 2,409                | 0.03%       |
| N/A             | Cuba                 | 1,500                | N/A         |
| N/A             | Paraguay             | 1,200                | 0.02%       |
| N/A             | República Dominicana | 600                  | 0.003%      |
| N/A             | Surinam              | 200                  | 0.03%       |

 Archivado el 17 de julio de 2011 en Wayback Machine.
1 poblaciones judías en el mundo.

### Estimaciones del Congreso Judío Latinoamericano
Según estimaciones del Congreso Judío Latinoamericano
| Rango (América Latina) | País                 | Población judía 2009 |
| ---------------------- | -------------------- | -------------------- |
| 1                      | Argentina            | 230.000              |
| 2                      | Brasil               | 130.000              |
| 3                      | México               | 53.101               |
| 4                      | Uruguay              | 33.000               |
| 5                      | Perú                 | 9.000                |
| 6                      | Chile                | 15.000               |
| 7                      | Venezuela            | 15.000               |
| 8                      | Colombia             | 7.400                |
| 9                      | Panamá               | 3.000                |
| 10                     | Costa Rica           | 3.000                |
| 11                     | Paraguay             | 1.500/2.000          |
| 12                     | Cuba                 | 1.500                |
| 13                     | El Salvador          | 1,300                |
| 14                     | Guatemala            | 1.000                |
| 15                     | Bolivia              | 700                  |
| 16                     | Ecuador              | 290                  |
| 17                     | República Dominicana | 250                  |
| 18                     | Surinam              | 200                  |
| 19                     | Nicaragua            | 200                  |
| 20                     | Honduras             | 40                   |

 Archivado el 7 de septiembre de 2009 en Wayback Machine.
1 Poblaciones judías según el Congreso Judío Latinoamericano.